# اولاف یاکوبسن
اولاف یاکوبسن (نروژی: Olof Jacobsen; ۲۴ مارس ۱۸۸۸ – ۲ مارس ۱۹۶۹) ژیمناست هنری اهل نروژ بود.